# Berge Østenstad
Berge Østenstad est un joueur d'échecs norvégien né le 15 septembre 1964 à Asker. Grand maître international depuis 2003, il a remporté le championnat de Norvège à huit reprises (en 1984, 1990, 1994, 1997, 1999, 2003, 2004 et 2011). En 2004, il remporta le titre après un match de départage contre le jeune prodige Magnus Carlsen.

## Biographie
Au 1er août 2018, il est le 19e joueur norvégien avec un classement Elo de 2 443 points.
Berge Østenstad a représenté la Norvège lors de trois olympiades :
- en 1984, en tant qu'échiquier de réserve (remplaçant) ;
- en 1990, au deuxième échiquier ;
- en 2004, au quatrième échiquier.

Lors du championnat d'Europe par équipe de 1992, il remporta la médaille d'argent au troisième échiquier.